# 女優大試煉
《女優大試煉》（又譯初瓣）是由桐原和泉創作的的一部日本漫畫，連載於雙葉社所發行的漫畫雜誌上，在台灣則是由長鴻出版社代理中文版。
動畫版在日本於2007年3月28日開始放映，台灣發行權由木棉花國際取得。

## 劇情簡介
對他人目光極度恐懼，只要一成為眾人目光的焦點時就會緊張地講不出話來的主角－麻井麥，卻意外地加入了戲劇研究會。麻井麥到底可不可以克服目光恐懼症，順利地登上舞台呢？

## 登場人物

### 話劇研究社
- 麻井麥（麻井麦，聲優：樹元織江[5]）

故事的主角。熊鷹藝術學院的新生。緊張時會說不出話。在野乃的強力邀請下加入了戲劇研究會。千歲稱她為（爆麥香，即以小麥為原料的爆米香）
- 一之瀨野乃（一ノ瀬野乃，聲優：川澄綾子[5]）

戲劇研究會會長，熊鷹藝術學院三年級，患有聲帶麻痺，與榊美麗有著極大的關係。
- 桂木隆（桂木たかし，聲優：成田劍[5]）

戲劇研究會成員，三年級，原先是戲劇社的社員，後來在野乃的邀請下加入了戲劇研究會。
- 西田理咲（聲優：冰上恭子[5]）

戲劇研究會成員，三年級，原先和野乃及桂木都是戲劇社的社員。是西田甲斐的姐姐。
- 遠山佳代（聲優：宮川美保[5]）

小麥國中時期的好朋友，因而經常在戲劇研究會幫忙。本身是參加攝影社，一年級結束後決定要出國留學。
- 西田甲斐（聲優：岸尾大輔[5]）

西田理咲的弟弟，麥和佳代的同班同學。在姐姐的強制下加入了戲劇研究會。

### 話劇社
- 榊美麗（聲優：雪野五月[5]）

熊鷹藝術學院戲劇社社長，三年級。
- 神奈千歲（神奈ちとせ　聲優：やぶさきえみ[5]）

戲劇社社員，一年級。跟麥是好朋友，對桂木有好感。有次將體育服借給麥穿了之後，麥被戲稱為冒牌的神奈，因而她也被佳代、甲斐等人稱呼為「小正」（オリナル）。
- 玉城春子（聲優：植田佳奈）

戲劇社社員，二年級，綽號為小玉。在美麗引退之後接任社長的職務。
- 綾瀬幸枝（聲優：恆松步）

戲劇社社員，二年級。在美麗引退之後接任副社長。
- 木野信二
- 川崎響（聲優：田中晶子）
- 山口実（聲優：齋藤千和）
- 和久井貞冶（聲優：土門仁）

戲劇社社員，二年級，舞台監督。

## 出版書籍
- 第1卷，ISBN 4-575-83127-1（日文版）（2005年8月11日初版發行），EAN 4710765205218（中文版）
- 第2卷，ISBN 4-575-83237-5（日文版）（2006年5月12日初版發行），EAN 4710765210441（中文版）
- 第3卷，ISBN 4-575-83311-8（日文版）（2006年12月12日初版發行），EAN 4712805820894（中文版）
- 第4卷，ISBN 4-575-83368-1（日文版）（2007年6月12日初版發行），EAN 4712805821327（中文版）
- 第5卷，ISBN 4-575-83473-4（日文版）（2008年4月12日初版發行）
- 第6卷，ISBN 4-575-83557-9（日文版）（2008年12月12日初版發行）
- 第7卷，ISBN 4-575-83648-6（日文版）（2009年7月10日初版發行）

## 電視動畫
2007年3月28日開始在AT-X、4月開始在千葉電視台等UHF系播放。

### 製作團隊
- 監督：西森章
- 企畫：鳥野浩二、岩崎篤史、大澤信輝
- 系列構成：笹野恵
- 人物設計：須藤昌朋、山中純子
- 美術監督：飯島由樹子
- 美術設定：辻忠直
- 色彩設計：長坂恵
- 攝影監督：青木隆
- 剪接：渡辺直樹
- 音響監督：鶴岡陽太
- 音樂：コーニッシュ
- 音樂製作人：篠原一雄
- 音樂制作：メディアファクトリー
- プロデュース：ジェンコ
- 協調製作人：加藤正峠
- 助理製作人：佐久間大介
- 製作人：野中郷壱、吉沼忍、神部崇之、池田義宏、川戸陽太、三上康博
- 動畫製作人：本橋秀之
- 動畫製作：XEBEC M2
- 製作：ひとひら製作委員会(Media Fectory、双葉社、GENCO、ジグノシステムジャパン、Interchannel-Holon、AT-X)

### 主題曲
- 片頭曲「夢、初瓣」（夢、ひとひら）

歌：浅見ユウコ
作詞：木本慶子、作曲：大久保薫、編曲：井上日徳、合唱編曲：浅井裕子
- 片尾曲「Smile」（スマイル）

歌：水橋舞
作詞：木本慶子、作曲・編曲：コーニッシュ、合唱編曲：浅井裕子

### 各話列表
| 集數   | 日文標題 | 中文標題          |
| ------ | -------- | ----------------- |
| 第01幕 |          | 不、不可能的…     |
| 第02幕 |          | 冒牌……貨？        |
| 第03幕 |          | 首次登臺表演      |
| 第04幕 |          | 正在努力著…？！   |
| 第05幕 |          | 嗚哇哇哇          |
| 第06幕 |          | …有變嗎?          |
| 第07幕 |          | 明明是朋友…       |
| 第08幕 |          | 不是一個人        |
| 第09幕 |          | 不會忘記這個日子! |
| 第10幕 |          | 一直…一起…        |
| 第11幕 |          | 喜歡… 笑容!!      |
| 第12幕 |          | 謝…謝!            |

## 外部連結
- 電視動畫「女優大試煉」官方網站（日語）